# کریستال داینامیکس
کریستال داینامیکس (به انگلیسی: Crystal Dynamics) یک شرکت توسعه‌دهنده بازی‌های ویدئویی آمریکایی است که در سال ۱۹۹۲ توسط جودی لنگ، مدلاین کانپا و دیوید موریس در منطقه خلیج سانفرانسیسکو بنیان‌گذاری شد. سهام این شرکت در سال ۱۹۹۸ توسط آیدوس خریداری شد که در سال ۲۰۰۹، پس از ادغام آیدوس در شرکت اسکوئر انیکس، کریستال داینامیکس نیز به عنوان شرکت تابع اسکوئر درآمد.
توم ریدر: سالگرد و توم ریدر (بازی ویدئویی ۲۰۱۳) از مشهورترین عناوین عرضه شده از این شرکت هستند.